# Occultibambusaceae
Occultibambusaceae is een familie van de  Ascomyceten. Het typegeslacht is Occultibambusa. 

## Geslachten
De familie bevat de volgende geslachten:
- Brunneofusispora
- Occultibambusa